# Llança d'ós

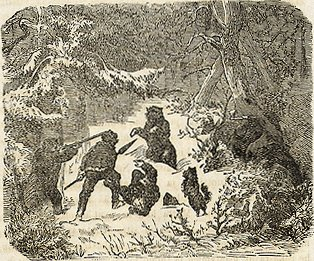
Caça de l'ós, il·lustració finlandesa del segle XIX

Una llança d'ós era un tipus medieval de llança utilitzada en la caça d'óssos i altres animals grossos. La fulla agusada d'una llança d'ós era llarga i usualment tenia forma de fulla de llorer. Just sota la fulla hi havia un travesser que ajudava a fixar la llança en el cos de l'animal i mantenir-ho a distància del caçador.
La llança d'ós era similar a la lllança porquera, però tenia una asta més llarga i dura i una fulla més gran. Sovint es col·locava contra terra al punt posterior, la qual cosa feia més fàcil de resistir el pes d'una bèstia atacant.
La llança d'ós s'utilitzava contra els animals més grossos, no solament óssos, sinó també bisonts i cavalls de guerra, per la qual cosa s'usava tant a la caça com a la guerra. Podia ser emprada també contra animals més petits com els senglars, però en aquest cas era més difícil de manejar que la llança porquera específica.
Als països eslaus es coneixia com a rogatina i s'usava almenys d'ençà del segle xii. Les cròniques russes n'esmenten per la primera vegada l'ús com a arma militar el 1149, i com a arma de caça el 1255, encara que va ser utilitzada pel príncep Daniel de Galitzia en la caça del senglar. A Alemanya, la llança d'ós o Bärenspieß es coneixia almenys de la fi de la Baixa Edat mitjana ençà però era prou rara en comparació d'Europa Oriental a causa de la població d'óssos molt més petita.